# Proteína do prião

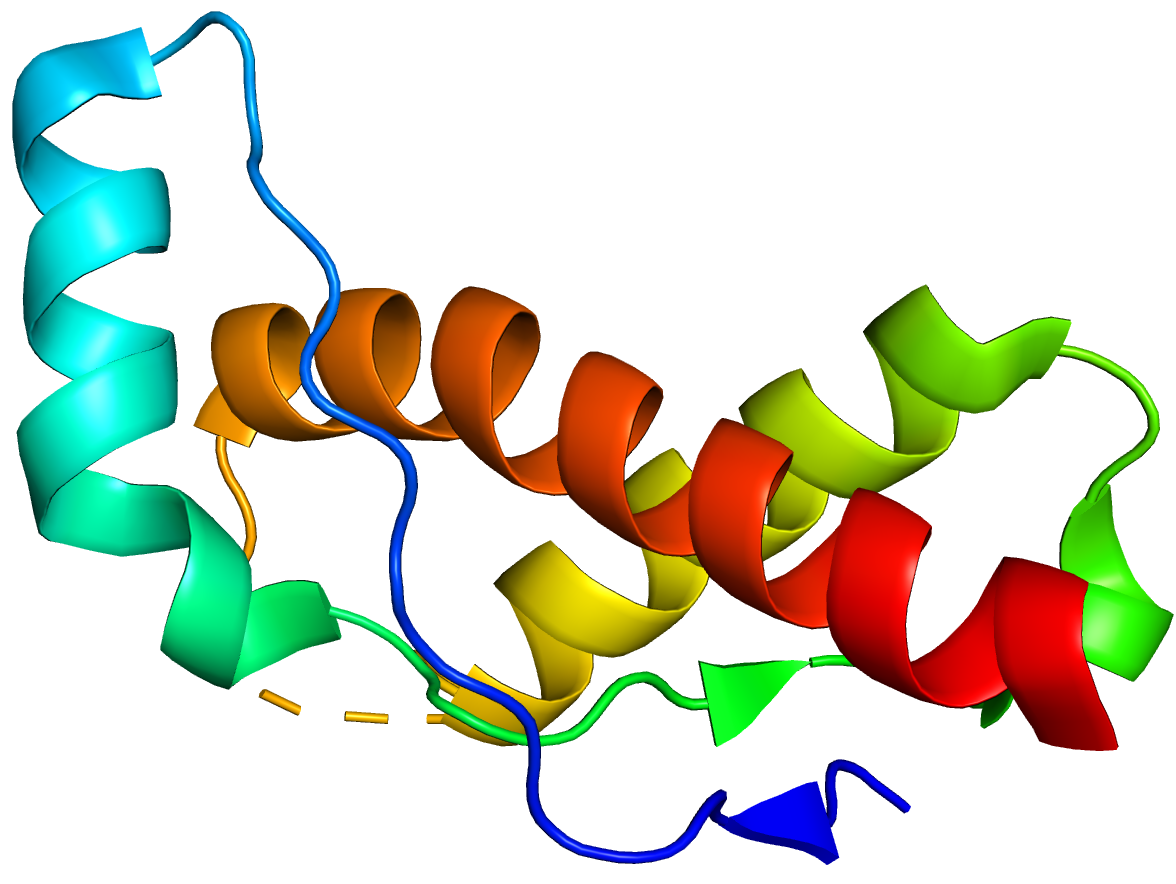
Estrutura cristalográfica da proteína do prião humana.

A proteína do prião (PrP), também conhecida por CD230, é o único exemplo conhecido de uma proteína prião em animais. Em seres humanos, é codificada pelo gene PRNP. A expressão da proteína tem maior predominância no sistema nervoso, mas ocorre em vários outros tecidos no organismo.